# Росенхолм (замък)
Замъкът Росенхолм (на датски: Rosenholm Slot) е най-старият, притежаван от кралското семейство, замък в Дания. Той е един от най-добре запазените комплекси от златния век на кралството – 1550 – 1630 г. Замъкът Росенхолм е построен в периода 1559–1607 г. от датския благородник Jørgen George Rosenkrantz. Семейството му е сред най-старите и известни родове в датската история. Шекспир използва името в пиесата Хамлет. През 1607 г. замъкът е разширен с четири крила, което е ясно повлияно от Италианския ренесанс. Интериорът на замъка е бил модернистичен през 1740 г. - в бароков стил. По това време е изградена и голямата барокова градина, покриваща площ от 5 хектара, като алеите са прокарани между липи и живи плетове. Замъкът е бил пълно обзаведен със стотици мебели, картини и гоблени.

## Забележителности и атракции
В Росенхолм могат да се видят антропософските картини на художника Арилд Розенкранц, бароков парк със симетрични алеи и рядък павилион (беседка) от 1560 г. Датиращ от 14 век, замъкът е бил притежаван от Католическата църква, но след протестантската реформа през 1536 г. става собственост на кралското семейство на Дания. Крал Фредерик II Датски го разменя за други имоти с Юрген Розенкранц през 1559 г. През същата година започва и изграждането на нова основна сграда, наречена Росенхолм. Архитектурата на замъка е много по-различна от останалите замъци в Дания, като е била вдъхновена от Италия. На главната фасада има открита лоджия.